# Риктюс, Жан
Жан Риктюс, или точнее, по настоянию самого поэта, Жан-Риктюс (фр. Jehan-Rictus, настоящее имя Габриэль Рандон, Gabriel Randon; 23 сентября 1867, Булонь-сюр-Мер — 6 ноября 1933, Париж) — французский поэт.

## Биография
Не был желанным ребёнком. Отношения родителей тоже не сложились: они разошлись, когда Габриэлю было девять лет. Он остался с матерью в Париже. Мать не любила сына, помыкала им. С 13 лет он сам зарабатывал себе на жизнь, а между 16 и 19-ю порвал отношения с матерью. Доставлял товары на дом, убирал улицы, был мальчиком на побегушках, занимался любой работой, временами жил среди бродяг и нищих.

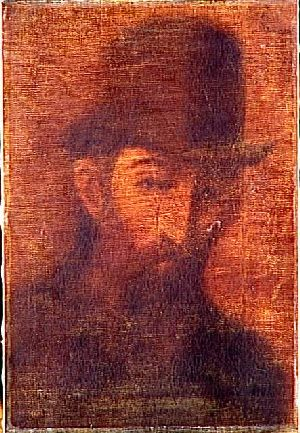
Теофиль Стейнлен. Портрет Жана Риктюса

Стал посещать кружки художественной и анархистской богемы Монмартра, печатал стихи в журналах (начиная с журнала Мирлитон, который издавал Аристид Брюан), занимался журналистикой. Познакомился и подружился с Альбером Саменом. С середины 1890-х годов начал сочинять и исполнять в парижских кабаре песни, написанные от лица простонародных персонажей на разговорном французском языке, выступал с ними на званых вечерах, на сходках социалистов. Взял псевдоним (rictus по латыни — оскал). Имел успех. Посещал кабачок «Проворный кролик», где познакомился с Аполлинером и М. Жакобом. Вышло несколько книг его стихов.
Помимо стихов, писал памфлеты, драмы, публиковался в прессе. Дружил с Леоном Блуа. Облик нищего и непризнанного поэта-парии для второй половины его жизни — уже стилизация. Хотя после 1914 года он практически ничего не писал, написанное им переиздавалось, в 1930-х годах были записаны три пластинки его песен, их исполняла Мари Дюба и др. Уже при жизни он стал легендой, его стихи были переведены на несколько иностранных языков (итальянский, чешский), книги о нём выходили не только во Франции, но и за рубежом.
Написал автобиографический роман. Его гигантский (в 30 000 страниц) дневник, который он вел с 1898 года, остался неопубликованным. Незадолго перед смертью получил Орден Почётного Легиона.

## Посмертная судьба
В 1930-х годах судьба и произведения Риктюса увлекли Альбера Камю, он написал о нём эссе «Жан Риктюс, поэт нищеты».
Именем Риктюса назван сквер на Монмартре.

## Произведения

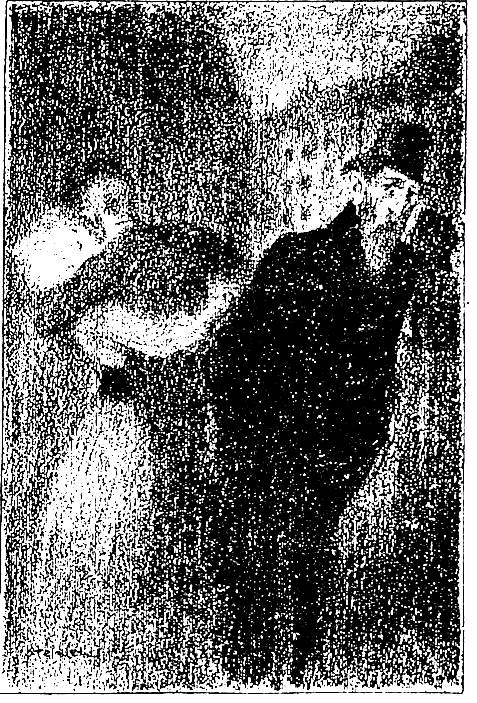
Иллюстрация Стейнлена к стихотворению Риктюса Весна

### Прижизненные издания
- Les Soliloques du Pauvre (1895, переизд. 1897, 1903, 1921)
- Doléances (1900)
- Cantilènes du malheur (1902)
- Un bluff littéraire, le cas Edmond Rostand (памфлет) (1903)
- Dimanche et lundi férié, ou le Numéro gagnant (одноактная пьеса), 1905
- Fil-de-fer (1906, автобиография)
- Les Petites Baraques (plaquette, 1907)
- La Frousse (plaquette, 1907)
- .. le Coeur populaire (1914, 1920)

### Новейшие издания
- Les soliloques du pauvre et autres poèmes (2009)

### Публикации на русском языке
- Стихи. / Перевод И. Кутика, Е. Кассировой // Поэзия Франции. Век XIX. / Сост. С.Великовский. — М.: Художественная литература, 1985. — С. 329—331.